# Dublin
Dublin (Iers: Baile Átha Cliath) is de hoofdstad van Ierland in de provincie Leinster. De stad ligt vrijwel halverwege aan de oostkust van het eiland, aan Dublin Bay, een inham van de Ierse Zee, en wordt van oost naar west doorsneden door de rivier de Liffey. In 2016 telde de stad 554.554 inwoners.
Dublin is gesticht door de Vikingen in ±988 en is sindsdien een metropool geworden met meer dan 1 miljoen inwoners in het grootstedelijk gebied. De naam komt van Dubh Linn, wat Oudiers is voor zwarte poel of zwart water, een verwijzing naar een nederzetting die volgens sommigen overeenkomt met het huidige Dublin, afkomstig van de Griekse astronoom Ptolemeus, rond het jaar 140. Hij had het over een stad die hij Eblana noemde.
Hoewel de naam Dublin zelf ook uit het Iers komt heet de stad in het Iers Baile Átha Cliath. Baile betekent stad, Átha is de genitief van Áth, een doorwaadbare plaats, en Cliath is een vlechtwerk van riet waarmee men de rivierbodem bij een doorwaadbare plaats verstevigde. Het eerste deel van de naam wordt vaak weggelaten, zodat de stad ook Áth Cliath heet. In literaire teksten wordt de naam soms fonetisch afgekort, bijvoorbeeld tot B'l'acliath.
Dublin is zowel zetel van een rooms-katholiek aartsbisdom als een aartsbisdom van de Church of Ireland.

## Architectuur

### Parken en straten
St. Stephen's Green en Merrion Square zijn twee parken in het centrum van Dublin. Phoenix Park is het grootste ingesloten park in een stedelijk gebied van Europa met daarin het paleis van de Ierse president en de Dublin Zoo. Een bekend plein in de stad is het Smithfield, met de daaraan grenzende Jameson Tower (van de oude Jameson distilleerderij). De Liffey is de rivier die Dublin opsplitst in het iets armere noorden en het iets rijkere zuiden. Henry Street en Grafton Street zijn de belangrijkste winkelstraten. De hoofdstraat is O'Connell Street, een straat die genoemd is naar het vroegere parlementslid en burgemeester van Dublin Daniel O'Connell. Het Temple Bar-gebied is de gedeeltelijk verkeersvrij gemaakte uitgaansbuurt.

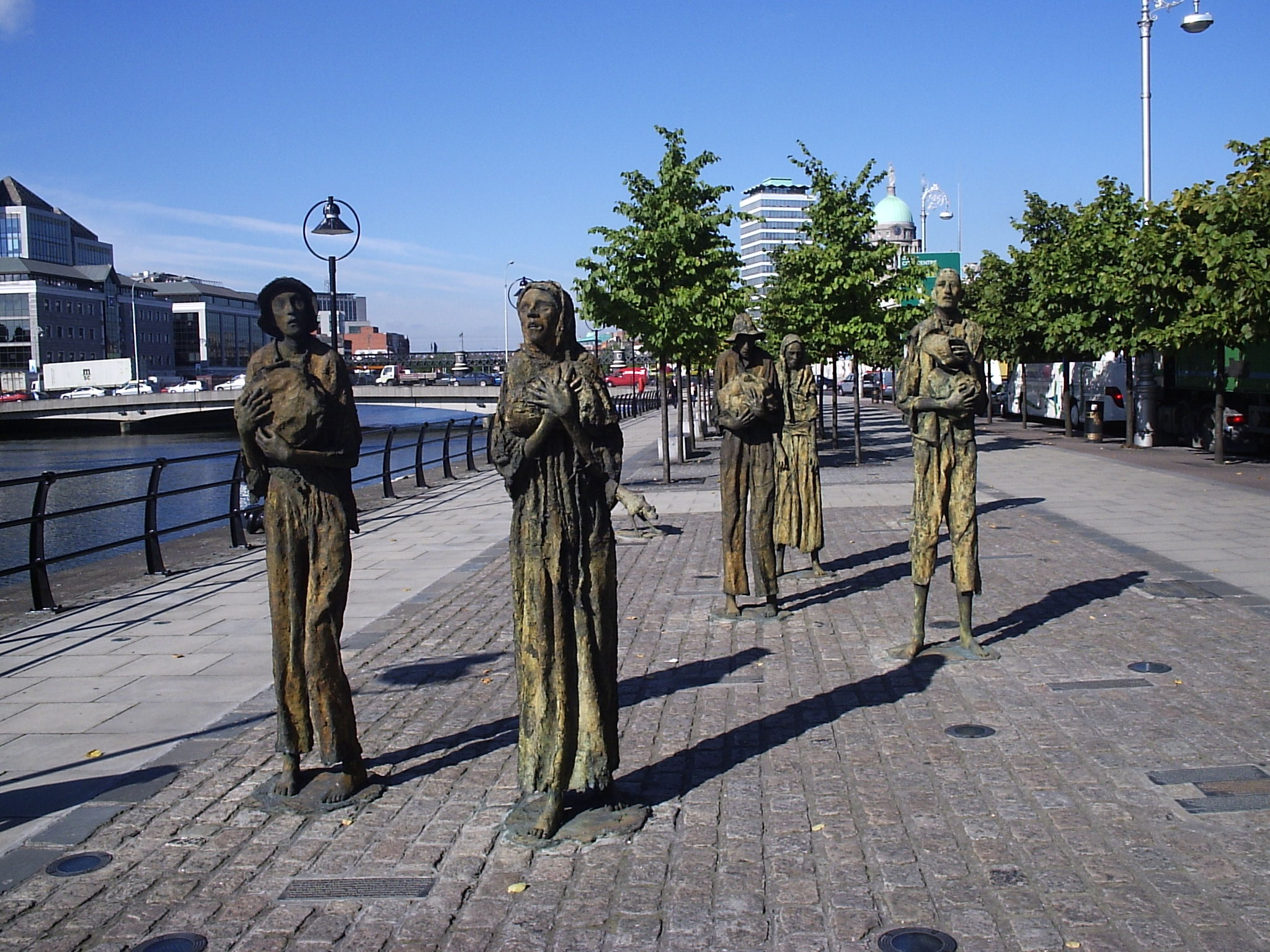
Famine Memorial (Grote Hongersnood 1845-1850) van Rowan Gillespie, Custom House Quay

### Beelden
Op O'Connell Street vindt men de 120 meter hoge Millennium Spire. Deze is opgericht ter ere van het nieuwe millennium en staat op de plek van Nelson's Pillar. Daarnaast is er nog een beeld van Daniel O'Connell zelf, een beeld van een vakbondsleider Larkin en een beeld van een andere Ierse vrijheidsvechter: Parnell. 
Op Suffolk Street, een paar straten van Trinity College vindt men Molly Malone. Daarnaast zijn er beelden van de schrijvers James Joyce (North Earl Street) en Oscar Wilde (Merrion Square). Zanger Phil Lynott (Thin Lizzy) is vereeuwigd met een standbeeld in Harry Street.

### Gebouwen
St Patrick's Cathedral, gesticht in 1191 als een rooms-katholieke kathedraal, is nu de nationale kathedraal van de Church of Ireland. Christ Church Cathedral is de oudste van de twee kathedralen van de Church of Ireland in Dublin. Het is de zetel van de aartsbisschop van Dublin. Beide kathedralen werden op last van Elisabeth I omgevormd tot het protestantisme.
In O'Connell Street staat het beroemde postkantoor waar in 1916 tijdens de Paasopstand de republiek werd uitgeroepen. De Bank of Ireland aan College Green was tot 1800 het parlement van Ierland. Schuin tegenover de Bank of Ireland bevindt zich het Trinity College Dublin, gebouwd in 1592, waar nu het Book of Kells is ondergebracht. Een ander bekend gebouw is Dublin Castle, dat deels uit een middeleeuws kasteel bestaat en deels uit een 18e-eeuws complex.
Bezienswaardigheden buiten het centrum zijn onder andere het neoclassicistische Casino Marino, de Joyce (of Martello) tower, Kilmainham Jail en Royal Hospital, het Irish Museum of Modern Art. Ook buitensteden als Bray, Malahide (bekend van het kasteel) en Howth zijn zeer de moeite waard.

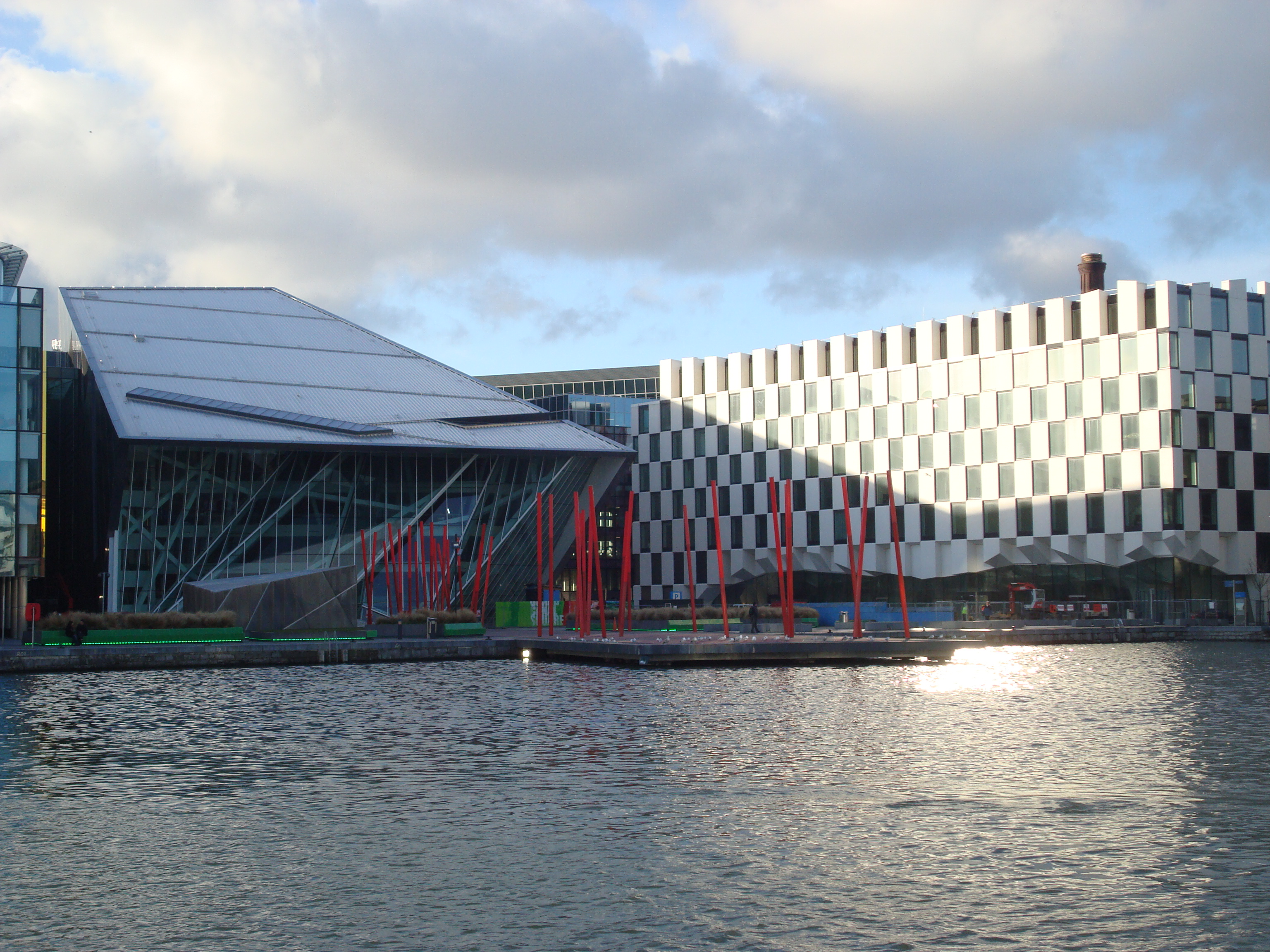
Bord Gais Energy Theatre in de Docklands; geopend in 2010

### Docklands
Relatief nieuwe architectonische ontwikkelingen doen zich voor in het gebied 'Docklands'. Het vervallen havengebied wordt opgewaardeerd en voorzien van prestigieuze nieuwbouw voor bedrijven, woningen en recreatiedoeleinden, vergelijkbaar met de manier waarop dat in onder meer Londen, Amsterdam en Rotterdam is gedaan. 
Zo is er het Convention Centre Dublin (CCD) gevestigd wat van verre herkenbaar is aan de grote cilinder van glas. Deze is ook bereikbaar via de Samuel Beckett-brug die in de vorm van een harp gebouwd is; het nationale symbool. In het gebied is ook de 3Arena (voorheen The O2) te vinden, de grootste concertzaal in Dublin. In 2016 werd in de Docklands EPIC The Irish Emigration Museum geopend.

## Cultuur

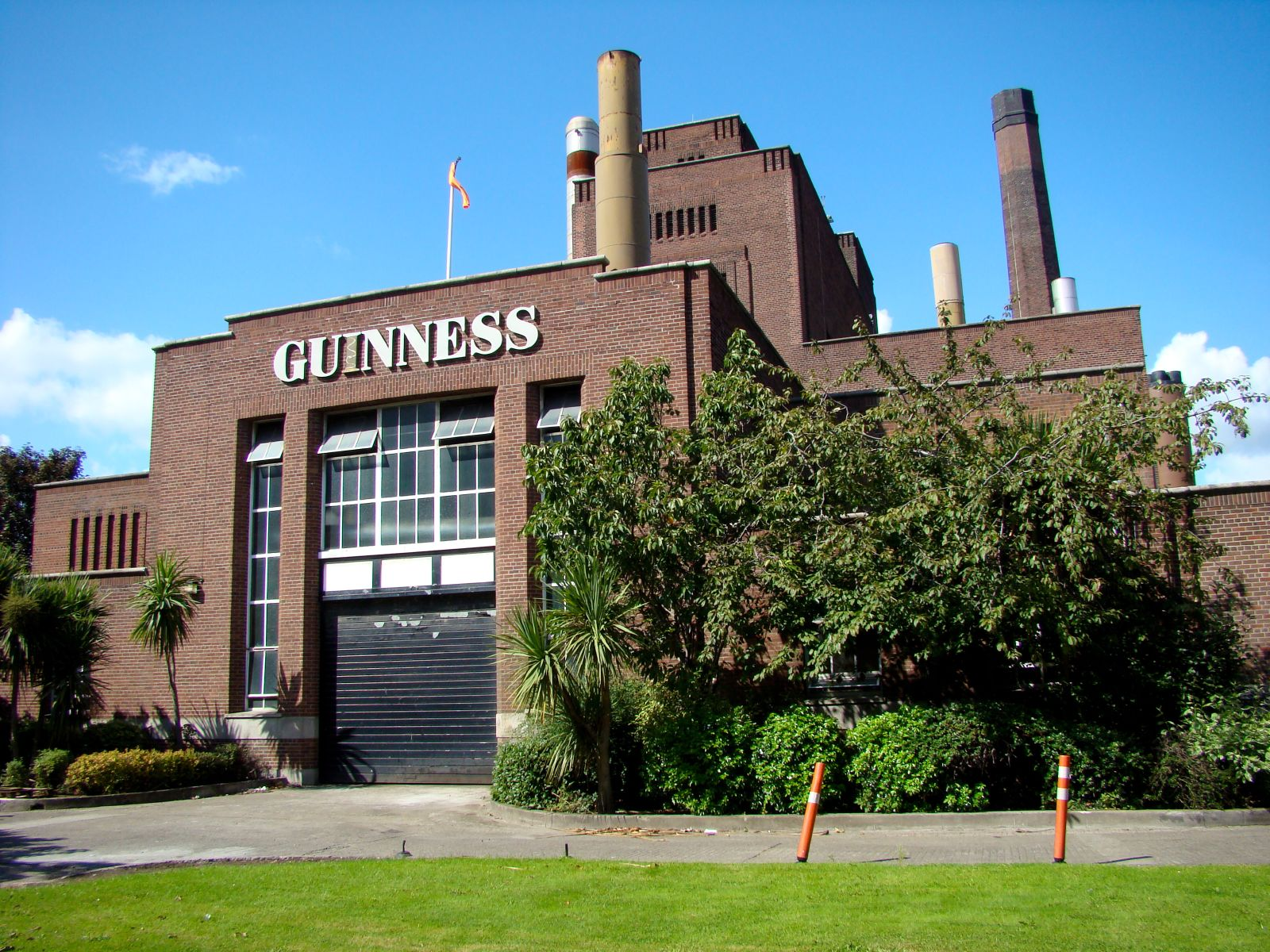
Guinness' oude powerplant (wordt niet meer gebruikt)

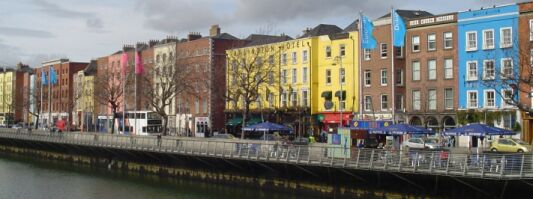
Lower Ormond Quay

Dublin staat ook bekend om zijn schrijvers en dichters. De dichter en toneelschrijver William Butler Yeats is geboren in Sandymount, Dublin. Ook James Joyce, die Dublin vereeuwigde in zijn beroemde Ulysses en Samuel Beckett waren Dublinners. Andere bekende schrijvers uit Dublin zijn Oscar Wilde, Jonathan Swift, Brendan Behan, Sean O'Casey en George Bernard Shaw. De schrijver van Dracula, Bram Stoker, heeft in de Dublinse wijk Clontarf inspiratie opgedaan. De in Dublin geboren Roddy Doyle en Anne Enright wonnen respectievelijk in 1993 en 2007 de Booker Prize. De Dubliner auteur Joseph O'Connor raakte bekend met zijn historische roman Stella Maris die zich afspeelt ten tijde van de grote hongersnood van 1847. Sinds juli 2010 mag Dublin zich Unesco City of Literature noemen.
Drie afdelingen van het National Museum of Ireland en ook de National Gallery of Ireland zijn in Dublin gevestigd, almede het Irish Museum of Modern Art. Op het terrein van Dublin Castle herbergt de Chester Beatty Library een belangwekkende verzameling manuscripten en oude boeken. EPIC The Irish Emigration Museum belicht de emigratie.
De Ieren zijn trots op hun pubs en beweren dat deze de beste in de hele wereld zijn. Temple Bar is het toeristische centrum van activiteit, met veel pubs en restaurants.
De stad is ook de thuisbasis van Guinness, het bekende zwarte bier van het Stouttype. Het Guinness Storehouse museum in de brouwerij in St. James' Gate is een populaire toeristische trekpleister.
De band U2 is afkomstig uit deze stad. In clips van de band zijn vaak beelden en foto's van Dublin terug te vinden.
Jaarlijks wordt in oktober de marathon van Dublin gehouden, een van de grootste marathons van Europa. In diezelfde maand wordt in het Citywest Convention Centre ook de World Grand Prix Darts gespeeld, m.u.v. van 2020 t/m 2023. In deze jaren kon het toernooi hier niet worden gespeeld vanwege de coronacrisis en de Oorlog in Oekraïne. Het toernooi werd daarom in 2020 gespeeld in de Coventry Building Society Arena in Coventry en van 2021 t/m 2023 in de Morningside Arena in Leicester.

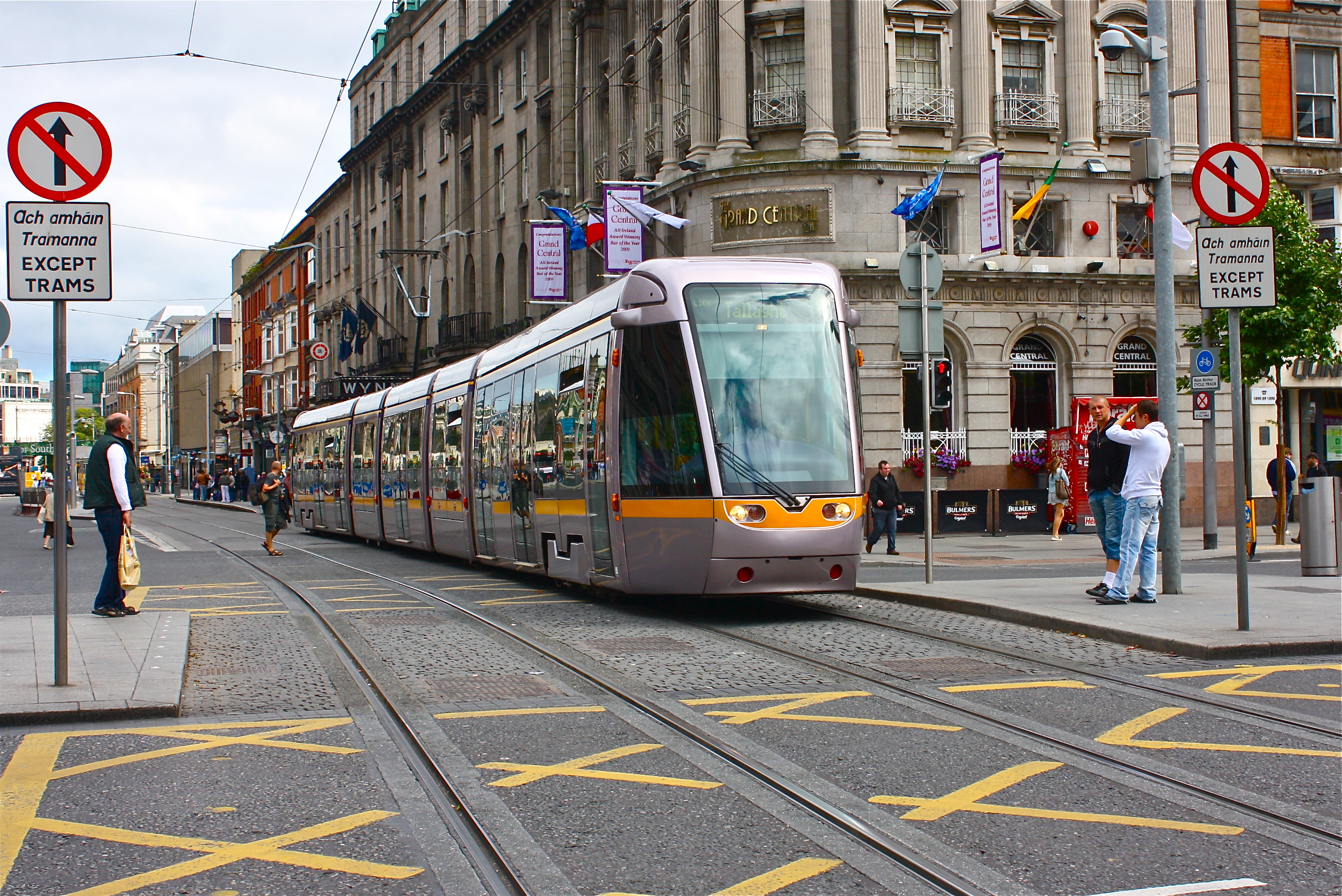
Een verlengde tram van Luas

## Openbaar vervoer

### LUAS
Luas (Iers voor snelheid) is de benaming voor het nieuwe trambedrijf in de Ierse hoofdstad Dublin. Het trambedrijf bestaat uit twee lijnen (rood en groen) die niet met elkaar in verbinding staan. Voor de exploitatie heeft de Railway Procurement Agency Veolia Transport gecontracteerd voor een periode van vijf jaar. De groene lijn is geopend op 30 juni 2004, 10 kilometer lang en telt 13 haltes. De rode lijn is geopend op 2 juli 2011, 15 kilometer lang en telt 23 haltes.

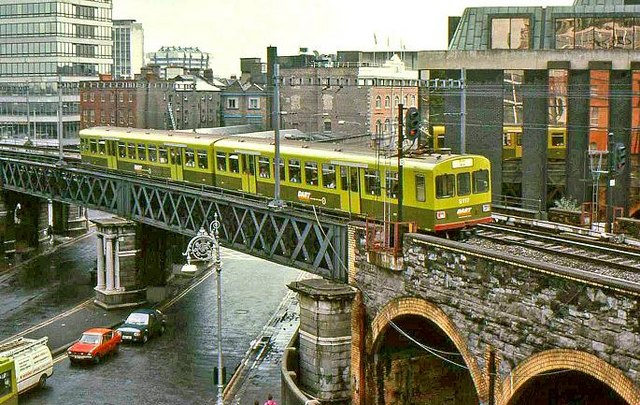
Dublin Area Rapid Transit (DART)

### DART
Dublin Area Rapid Transit (DART) is een stadsspoorweg van de regio Dublin in Ierland, vergelijkbaar met RER en S-Bahn. De dienst loopt tussen Greystones (in het zuiden) en Howth en Malahide (in het noorden). Het spoor loopt voornamelijk langs Dublin Bay. De eigenaar is de nationale spoorwegmaatschappij Iarnród Éireann, die de lijn ook gebruikt voor doorgaande treinen en de zogenaamde commuterdiensten. De DART is in 1984 in gebruik genomen.

### Veerdiensten

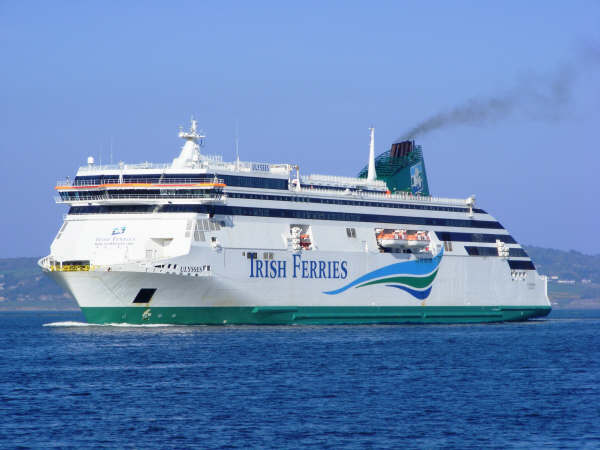
Veerboot van Irish Ferries

De maatschappijen Stena Line en Irish Ferries onderhouden een veerdienst tussen de havens van Dublin en Dún Laoghaire en die van Holyhead in Wales, Liverpool in Engeland en Cherbourg in Frankrijk. 

## Noord tegen zuid

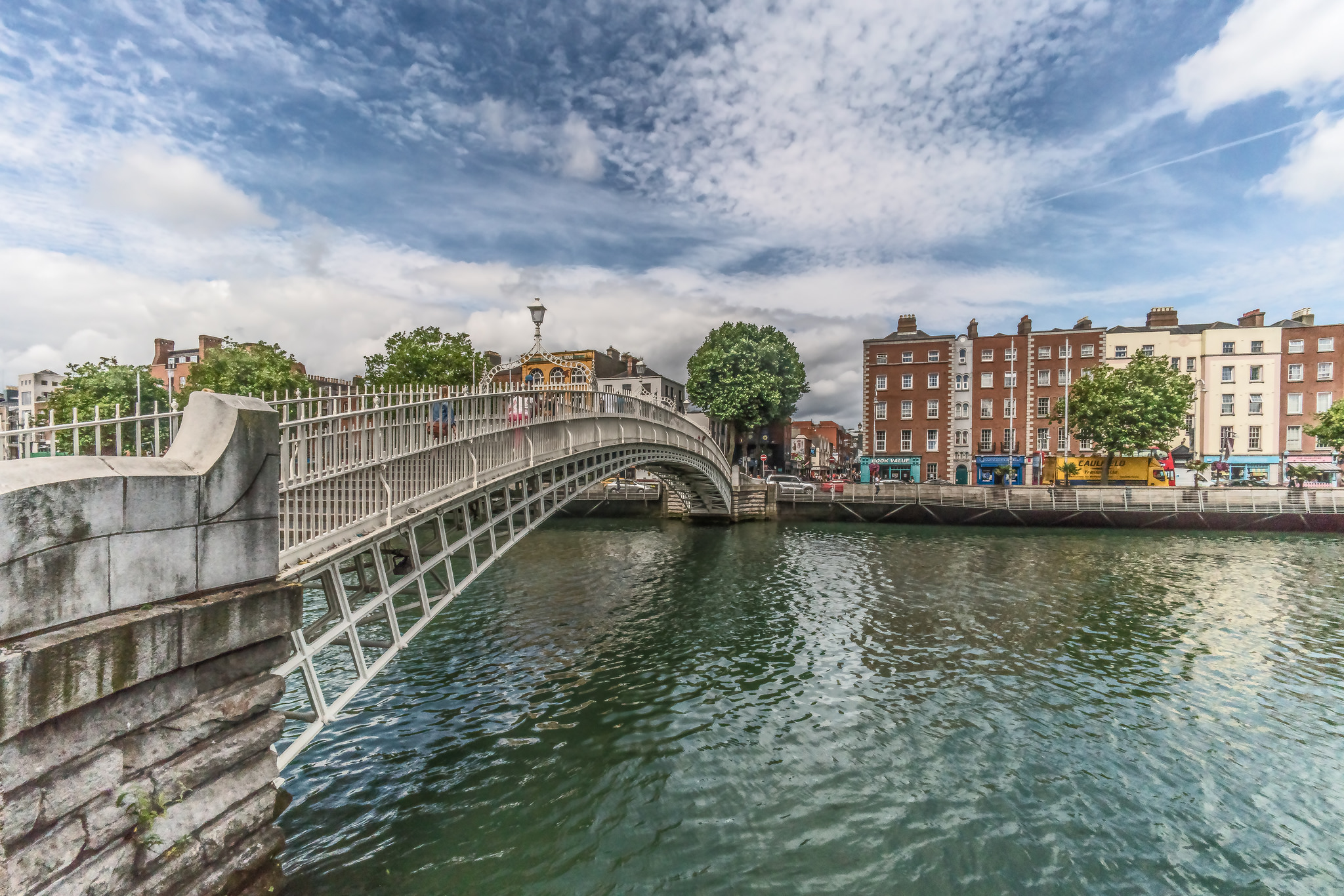
Scheidslijn is de rivier de Liffey, hier overspannen door bekende Ha'penny Bridge.

Traditioneel gezien is er een scheiding tussen de noordkant en de zuidkant van de stad, met als scheidingslijn de rivier de Liffey. De Northside wordt gezien als de armere kant, de kant van de werkende klasse terwijl de Southside de kant is voor de rijkere midden- en hogere klassen. De scheiding wordt versterkt door de postcode-indeling: wijken aan de noordkant hebben een oneven getal (bijvoorbeeld Killester is "Dublin 5"), terwijl wijken aan de zuidkant een even getal hebben (Ballsbridge is "Dublin 4"). De North Inner City is onder andere de plek waar de meeste opvangcentra voor daklozen en drugsverslaafden zijn geconcentreerd, en heeft een groter zwerfvuilprobleem. 
Het onderscheid ontstond eeuwen terug toen de Hertog van Kildare zijn huis bouwde aan de minder gewaardeerde zuidkant, en hij werd prompt gevolgd door de rest van de elite. Ofschoon de zuidkant aan het begin van de 21e eeuw nog steeds rijker is, staat het huis van de president van Ierland, Áras an Uachtaráin, aan de noordkant (in het Phoenix Park), maar heeft het als postcode Dublin 8, dat een nummer is van de zuidkant. Ook het huis van de Aartsbisschop van Dublin ligt aan de noordkant, terwijl een van Dublins rijkste wijken, the Hill of Howth ook in het noorden ligt. Ook heeft de zuidkant een groot aantal wijken die niet rijk zijn, zoals Palmerstown, Crumlin en Ballyfermot.